# クリミア・タタール人
クリミア・タタール人（クリミア・タタール語: qırımtatarlar、къырымтатарлар、ウクライナ語: кримські татари、ロシア語: крымские татары）は、クリミア半島に起源を持つテュルク系先住民族である。クリミア・タタール語を母語とし、スンニ派ムスリムが大半を占める。
クリミアの先住民族であることを強調して、「クルムル」（クリミア・タタール語: къырымлар、qırımlılar、ウクライナ語: кримці, киримли、ロシア語: крымцы；意訳：「クリミア人」「クリミア出身者」）という名称で言及されることもある。

## 人口

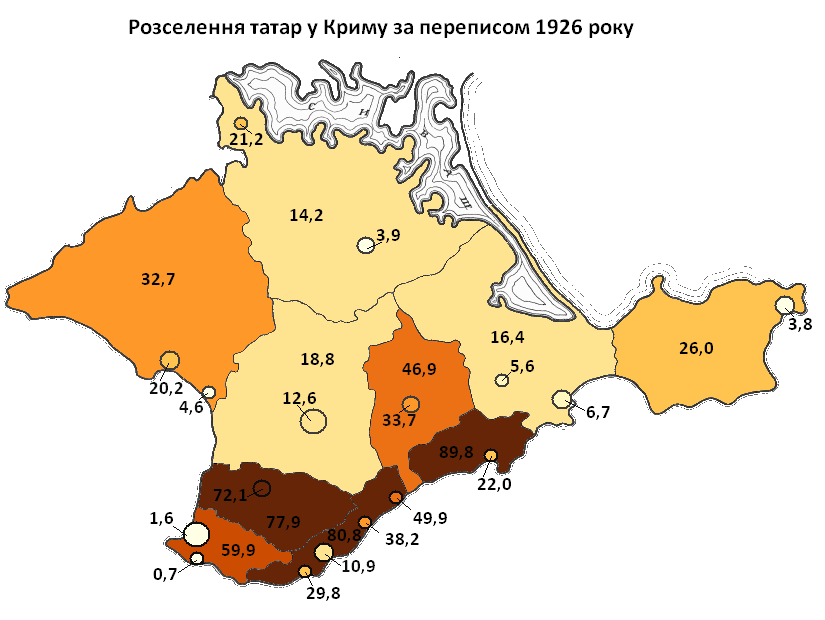
1926年

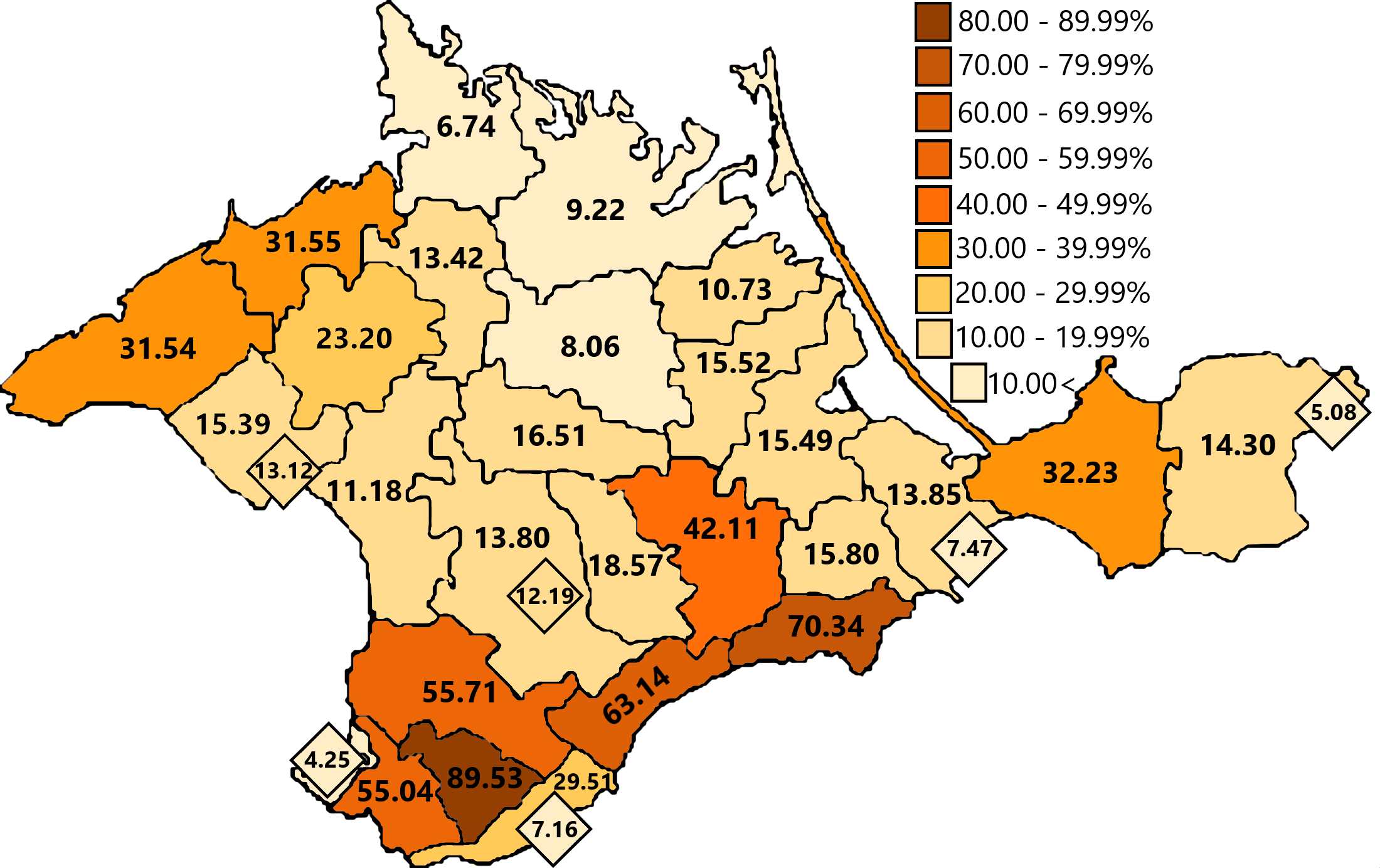
クリミアにおけるクリミア・タタール人の人口（1939年）

クリミアにおけるクリミア・タタール人の人口（2001年）

ロシアによるクリミアの併合宣言（2014年）直前には、ウクライナのクリミア自治共和国内に24万人のクリミア・タタール人が居住していた（半島の総人口の12％）。
また、トルコ共和国には、アンカラやエスキシェヒルを中心に、旧クリミア・ハン国からの移住者の子孫が数百万人居住しているとされ、ルーマニアとブルガリアにも同様の住民が約2万7千人住んでいる。クリミアがソビエト連邦の一部であったスターリン時代、ウズベキスタンなどに強制移住させられた人々の子孫が中央アジア諸国に約15万人がいる（クリミア・タタール人追放）。

## 歴史

### 民族形成
クリミア・タタール人は、13世紀から18世紀にかけてクリミア半島を中心に南ロシアを支配したクリミア・ハン国のテュルク系ムスリム住民を起源とする。
クリミア・ハン国時代のタタールは、クリミア半島中央部を中心とするクリミア・タタールと、黒海北岸にかけて広がるノガイ（ノガイ・タタール）の二大グループに分かれており、タタール人は主に農民、ノガイ人は遊牧民であった:78。
この時代のクリミア経済を支えた重要な柱にウクライナ人奴隷の貿易があり、クリミア・ハン国の宗主権下で自立的な行動を行っていたノガイ人たちは15世紀から18世紀にかけて、毎年のようにリトアニア大公国とポーランド王国の支配下に置かれたウクライナへの襲撃を繰り返し、捕虜を奴隷としてタタール人に売却していた:79。タタール人に捕らえられて売却されたウクライナ出身奴隷としては、スレイマン1世治下のオスマン帝国に奴隷として売られ、後に後宮(ハーレム)での権力争いを制してスレイマン1世の正式な皇后にまで登り詰めたヒュッレムが有名である。
現在のクリミア・タタール民族は、キプチャク系遊牧民のノガイとオグズ系のトルコ民族、南部の山岳地帯や海岸部に住む非テュルクの諸民族の子孫が混交して形成された。ノガイらテュルク系民族はクリミア半島においては北部のステップに居住し、遊牧生活をやめた後も牧畜を中心に生計を立てていたが、南部の人々はギリシャ人、ジェノヴァ人、ゴート系、スキタイ系、キンメリア系、ハザールなどの子孫からなる混成集団で、園芸、菜園、手工業、牧羊などで生活を営んでいた。今日のクリミア・タタール人は北部の遊牧民の末裔と南部の14世紀以降にキリスト教からイスラム教に改宗した諸民族が混交して形成され、現在も南北で別々のサブグループに分かれると考えられている:74。

### ロシア支配下でのクリミア・タタール人社会
1768-1774年の露土戦争の結果、1783年に、クリミアはロシア帝国に併合され、旧クリミア・ハン国の有力者層の多くは、オスマン帝国領内に亡命した。また、ロシア人、ウクライナ人をはじめとする移民がクリミアに押し寄せたため、19世紀の初めには、クリミア・タタール人はクリミア半島での少数派となる。
19世紀末には、旧ハン国の貴族階級出身のイスマイル・ガスプラリ（ガスプリンスキー）が、クリミアのバフチサライで、西洋式教育の普及運動（ジャディード運動）を開始し、クリミア・タタール人から多くの民族知識人が輩出された。

### ソビエト連邦の時代

#### クリミア人民共和国とソビエト連邦への併合
1917年のロシア革命時には、ノーマン・チェレビジハンや、ジャフェル・セイダフメトら民族派知識人により「クリミア人民共和国」の設立が宣言されるが、ソビエト政権がこれを解散させて1921年にクリミア自治ソビエト社会主義共和国を設立させた。

#### 第二次世界大戦と強制移住
第二次世界大戦（独ソ戦）中、クリミアは戦場となった（クリミアの戦い (1941年-1942年)、クリミアの戦い (1944年)）。クリミアタタール人の多くが赤軍に参加させられた。
クリミア・タタール人は、チェチェン人およびイングーシ人（北コーカサスの同系民族）、バルカル人、カラチャイ人と同様に、ソ連政府による農業集団化の強制に反対した。1944年2月23-24日に、スターリン政権は、チェチェン人とイングーシ人を強制移住させた。その後、1944年5月に、スターリンによりクリミア・タタール人は対独協力の嫌疑をかけられ、約20万人が中央アジアやウラル、シベリアに強制移住を余儀なくされた。強制移住の過程で、クリミア・タタール人19万人のうち7万人から9万人が死亡した。クリミア・タタール人は、同じく強制移住の被害にあったチェチェン人とイングーシ人と同様に、「以前の居住地（故郷）に帰る資格はない」とソ連政府から通告された。この出来事はクリミア・タタール人追放（Sürgün）として、現在でもクリミア・タタール人の間で広く記憶されている。
スターリンの死後、1967年にクリミア・タタール人への追放措置は解除され、クリミアへの帰還運動が始められた。1991年には、ムスタファ・ジェミーレフ（クルムオグル）ら民族活動家の運動により、ソ連邦内の全クリミア・タタール人から代議員が選出され、最高意思決定機関であるクリミア・タタール民族大会（クルルタイ）が開催され、クリミアへの帰還に向けての努力が進められた。クルルタイは常設機関としてクリミア・タタール民族会議（メジュリス）を設置し、ジェミーレフが初代議長となった。
クリミア・タタール人はクリミアへの帰還を果たし、クリミアの全人口の約1割を占めるまでになったが、移民の生活基盤の整備、政治参加の方法等、移住後の問題は残った。
2010年時点で、クリミア・タタール人は、ウクライナで自分たちの奪われた土地を取り戻す運動を行なっている。

## ロシアのクリミア支配による影響

### 2014年クリミア危機
2014年ウクライナ騒乱の後に生じたクリミア危機で、クリミア・タタール人は1944年のクリミア・タタール人追放と同様の強制移住につながると懸念を表明していたが、2014年3月16日にクリミア半島地域での「住民投票」でロシアとの統合が多数を占め、3月17日にクリミア共和国の主権が宣言された。これに対してメジュリスのムスタファ・ジェミーレフ前議長は「住民投票をタタール人が認めたことも、認めることもない」と主張している。しかし2015年の3月14日の時点で、クリミア・タタール住民約26万人のうち、ロシア国籍ではなくウクライナ国籍を選んだ者は500人にすぎない。なお、メジュリスはロシア政府によって過激派と認定され、活動禁止を命じられた。ロシアは、ジェミーレフに対して2034年までの「入国」禁止措置をとっている。
クリミア共和国では、公用語としてロシア語、ウクライナ語とともにクリミア・タタール語も位置付けられ、共和国議会への議席割り当てがされるなどロシア中央政府が大幅な譲歩を行った。
しかし国際司法裁判所（ICJ）は2017年4月19日、クリミア・タタール人への差別が存在すると認定し、ウクライナ語教育の機会提供やメジュリスへの活動制限の停止などを求める仮保全措置を命じた。
ヒューマン・ライツ・ウォッチによると、クリミア併合に反対したタタール人は、ロシアから迫害を受けていると報告している。クリミア・タタール資料センターによると、クリミア・タタール人のうち、ロシアにより政治犯扱いされている者は158人、25人が殺害され、15人が拉致されたと主張した。タタール語テレビ局の放送禁止、学校でのタタール語教育の削減といった文化への弾圧も行われているとしている。ウクライナ本土への避難民も2万～4万人に達した。ウクライナ最高会議はスターリンによる追放をジェノサイドと2015年に決議し、国際社会へも働きかけている。2021年5月5日にはG7（先進7か国）外務大臣がクリミア・タタール人への人権侵害を非難する共同声明を発表した。

### ロシアによるウクライナ侵攻
ロシア連邦は実効支配したクリミアを策源地の一つとして、2022年ロシアのウクライナ侵攻を同年2月24日に開始した。ウクライナの大統領ウォロディミル・ゼレンスキーは2022年9月25日のビデオ演説で、ロシアが発令した動員令が、クリミアにおいてはクリミア・タタール人を多く対象としており、「クリミア・タタール人はウクライナ国民」であり、「自分たちの国との戦争に投入され、一掃される可能性がある」「新たなジェノサイド政策だ」と非難した。